# Rochester (Alberta)
Pour les articles homonymes, voir Rochester.
Rochester est un hameau (hamlet) du Comté d'Athabasca, situé dans la province canadienne d'Alberta.

## Démographie
En tant que localité désignée dans le recensement de 2011, Rochester a une population de 101 habitants dans 48 de ses 52 logements, soit une variation de -5,6 % par rapport à la population de 2006. Avec une superficie de 2,427 6 km2, le hameau possède une densité de population de 41,604 9 hab/km2 en 2011.
Concernant le recensement de 2006, Rochester abritait 107 habitants dans 57 de ses 64 logements. Avec une superficie de 2,427 6 km2, le hameau possédait une densité de population de 44,1 hab/km2 en 2006.